# Qualificações para o Campeonato Europeu de Futebol de 2024 – Grupo D
O Grupo D das Qualificações para o Campeonato Europeu de Futebol de 2024 foi um dos dez grupos que decidiram os classificados para o Campeonato Europeu de Futebol de 2024. As duas melhores seleções se classificaram.

## Classificação
|  | Equipes qualificadas para o Campeonato Europeu de Futebol de 2024 |
|  | Equipes classificadas para a repescagem                           |
|  | Equipes eliminadas                                                |

| Pos | Equipe        | Pts | J | V | E | D | GP | GC | SG  | Classificado             |  | TUR | CRO | WAL | ARM | LVA |
| --- | ------------- | --- | - | - | - | - | -- | -- | --- | ------------------------ |  | --- | --- | --- | --- | --- |
| 1   | Turquia       | 17  | 8 | 5 | 2 | 1 | 14 | 7  | +7  | Eurocopa 2024            |  | —   | 0–2 | 2–0 | 1–1 | 4–0 |
| 2   | Croácia       | 16  | 8 | 5 | 1 | 2 | 13 | 4  | +9  | Eurocopa 2024            |  | 0–1 | —   | 1–1 | 1–0 | 5–0 |
| 3   | País de Gales | 12  | 8 | 3 | 3 | 2 | 10 | 10 | 0   | Avança para a repescagem |  | 1–1 | 2–1 | —   | 2–4 | 1–0 |
| 4   | Armênia       | 8   | 8 | 2 | 2 | 4 | 9  | 11 | −2  | Eliminado                |  | 1–2 | 0–1 | 1–1 | —   | 2–1 |
| 5   | Letónia       | 3   | 8 | 1 | 0 | 7 | 5  | 19 | −14 | Eliminado                |  | 2–3 | 0–2 | 0–2 | 2–0 | —   |

## Partidas
As partidas foram divulgadas pela UEFA em 10 de outubro de 2022. Para as partidas é utilizado o fuso horário UTC+1 e UTC+2.
| 25 de março de 2023 | Armênia          | 1 – 2     | Turquia                    | Estádio Republicano, Erevã                      |
| 18:00 (21:00 UTC+4) | Kabak 10' (g.c.) | Relatório | Kökçü 35' · Aktürkoğlu 64' | Público: 14 125 Árbitro: ESP José María Sánchez |

| 25 de março de 2023 | Croácia      | 1 – 1     | País de Gales   | Estádio Poljud, Split                      |
| 20:45               | Kramarić 28' | Relatório | Broadhead 90+3' | Público: 33 474 Árbitro: POR João Pinheiro |

| 28 de março de 2023 | Turquia | 0 – 2     | Croácia            | Estádio de Bursa, Bursa                     |
| 20:45 (21:45 UTC+3) |         | Relatório | Kovačić 20', 45+4' | Público: 37 750 Árbitro: SWE Andreas Ekberg |

| 28 de março de 2023 | País de Gales | 1 – 0     | Letónia | Cardiff City Stadium, Cardiff                  |
| 20:45 (19:45 UTC+1) | Moore 41'     | Relatório |         | Público: 32 806 Árbitro: GEO Giorgi Kruashvili |

| 16 de junho de 2023 | Letónia                  | 2 – 3     | Turquia                                  | Estádio Skonto, Riga                     |
| 20:45 (21:45 UTC+3) | Emsis 51' · Tobers 90+4' | Relatório | Bardakcı 22' · Ünder 61' · Kahveci 90+5' | Público: 6 287 Árbitro: HUN Tamás Bognár |

| 16 de junho de 2023 | País de Gales          | 2 – 4     | Armênia                             | Cardiff City Stadium, Cardiff               |
| 20:45 (19:45 UTC+1) | James 10' · Wilson 72' | Relatório | Zelarayán 19', 75' · Ranos 30', 66' | Público: 32 774 Árbitro: BUL Georgi Kabakov |

| 19 de junho de 2023 | Armênia                                | 2 – 1     | Letónia              | Estádio Republicano, Erevã                  |
| 18:00 (20:00 UTC+4) | Tiknizyan 35' · Barseghyan 90+1' (pen) | Relatório | Mkrtchyan 67' (g.c.) | Público: 13 450 Árbitro: SVK Peter Kralović |

| 19 de junho de 2023 | Turquia               | 2 – 0     | País de Gales | Novo Estádio 19 de Maio, Samsun            |
| 20:45 (21:45 UTC+3) | Nayir 72' · Güler 80' | Relatório |               | Público: 28 766 Árbitro: ITA Fabio Maresca |

| 8 de setembro de 2023 | Croácia                                                      | 5 – 0     | Letónia | Stadion Rujevica, Rijeka                    |
| 20:45                 | Petković 3', 44' · Ivanušec 13' · Kramarić 68' · Pašalić 78' | Relatório |         | Público: 8 152 Árbitro: MLT Philip Farrugia |

| 8 de setembro de 2023 | Turquia      | 1 – 1     | Armênia     | Novo Estádio de Esquixequir, Esquixequir    |
| 20:45 (21:45 UTC+3)   | Yildirim 88' | Relatório | Dashyan 49' | Público: 31 740 Árbitro: ITA Daniele Orsato |

| 11 de setembro de 2023 | Armênia | 0 – 1     | Croácia      | Estádio Republicano, Erevã                  |
| 18:00 (20:00 UTC+4)    |         | Relatório | Kramarić 13' | Público: 14 233 Árbitro: FRA Clément Turpin |

| 11 de setembro de 2023 | Letónia | 0 – 2     | País de Gales                   | Estádio Skonto, Riga                      |
| 20:45 (21:45 UTC+3)    |         | Relatório | Ramsey 29' (pen) · Brooks 90+6' | Público: 6 464 Árbitro: SVK Michal Ocenáš |

| 12 de outubro de 2023 | Letónia                        | 2 – 0     | Armênia | Estádio Skonto, Riga                       |
| 18:00 (19:00 UTC+3)   | J. Ikaunieks 39' · Balodis 68' | Relatório |         | Público: 5 128 Árbitro: SVN Rade Obrenovič |

| 12 de outubro de 2023 | Croácia | 0 – 1     | Turquia    | Opus Arena, Osijek                          |
| 20:45                 |         | Relatório | Yılmaz 30' | Público: 12 812 Árbitro: ENG Anthony Taylor |

| 15 de outubro de 2023 | Turquia                                       | 4 – 0     | Letónia | Estádio Municipal Metropolitano, Cônia   |
| 20:45 (21:45 UTC+3)   | Akgün 58' · Tosun 84', 90+2' · Aktürkoğlu 88' | Relatório |         | Público: 35 925 Árbitro: ALB Enea Jorgji |

| 15 de outubro de 2023 | País de Gales   | 2 – 1     | Croácia     | Cardiff City Stadium, Cardiff             |
| 20:45 (19:45 UTC+1)   | Wilson 47', 60' | Relatório | Pašalić 75' | Público: 31 240 Árbitro: ITA Davide Massa |

| 18 de novembro de 2023 | Armênia      | 1 – 1     | País de Gales          | Estádio Republicano, Erevã                  |
| 15:00 (18:00 UTC+4)    | Zelarayán 5' | Relatório | Tiknizyan 45+2' (g.c.) | Público: 14 271 Árbitro: FRA Benoît Bastien |

| 18 de novembro de 2023 | Letónia | 0 – 2     | Croácia                 | Estádio Skonto, Riga                     |
| 18:00 (19:00 UTC+2)    |         | Relatório | Majer 7' · Kramarić 16' | Público: 6 747 Árbitro: SUI Urs Schnyder |

| 21 de novembro de 2023 | Croácia    | 1 – 0     | Armênia | Estádio Maksimir, Zagreb                   |
| 20:45                  | Budmir 43' | Relatório |         | Público: 20 398 Árbitro: SVK Ivan Kružliak |

| 21 de novembro de 2023 | País de Gales | 1 – 1     | Turquia          | Cardiff City Stadium, Cardiff          |
| 20:45 (19:45 UTC+0)    | Williams 7'   | Relatório | Yazici 70' (pen) | Público: 32 291 Árbitro: SVN Matej Jug |